# My Life Would Suck Without You
Singles de Kelly Clarkson
Don't Waste Your Time
(2007) I Do Not Hook Up
(2009)
Pistes de All I Ever Wanted
I Do Not Hook Up
My Life Would Suck Without You est une chanson interprétée par la chanteuse américaine Kelly Clarkson, et le premier single du 4e album de cette dernière, All I Ever Wanted sorti en 2009. Le titre a été coécrit par la chanteuse, aidée de Dr. Luke ou encore Max Martin, cocompositeurs des tubes mondiaux Since U Been Gone et Behind These Hazel Eyes.
Lors de sa première semaine d'exploitation, le single se positionne à la 97e place du Billboard Hot 100, pour ensuite faire un bond de la 97e à la 1re place, établissant le record du plus grand bond vers le sommet du classement dans toute l'histoire de la musique. Le single marque également le retour de Kelly Clarkson vers un style musical plus pop rock comparé aux singles de son précédent album, My December. 
My life Would Suck Without You est le second titre de la chanteuse qui parvient à se classer en tête du Billboard Hot 100 et le premier single d'un candidat d'American Idol à atteindre la tête du classement britannique.

## Réception
Le single reçut en général de bonnes critiques. Le magazine Billboard décrit la chanson comme étant « rock teintée pop » et constata dès la sortie du single « que le compte à rebourd pour que la chanson atteigne la tête du classement est lancé ».
About.com trouve que la chanson est « la perfection de la pop » et qu'elle sera « facilement un des plus gros tubes de l'année ».
Rolling Stones expliqua que la chanson était « fantastique » et ajouta que le titre est « le single favori pour le début de l'année ». Le magazine mentionna que le titre possédait toutes les caractéristiques d'un tube radio.
Le Los Angeles Times souligne l'énergie que dégage la chanson mais déplore l'utilisation d'auto-tune sur le refrain.

## Clip Vidéo
Le clip vidéo a été dirigé par Wayne Isham et a été tourné a Los Angeles en décembre 2008. Le clip apparait sur la version deluxe de l'album, All I Ever Wanted. Un court passage du clip a été visionné lors d'un épisode d'American idol diffusé le 28 janvier 2009.
La vidéo a été récompensée d'une nomination aux MTV Video Music Awards de 2009 dans la catégorie « Best Female Video » (meilleure vidéo féminine).

## Crédits et personnels
- Kelly Clarkson – Chanteur principal et background vocals
- Auteurs – Lukasz Gottwald, Max Martin
- Production – Dr. Luke, Max Martin

Crédits extraits du livret de l'album All I Ever Wanted, 19 Recordings, RCA Records, S Records, Sony Music.

## Position sur les palmarès (2009)
| Chart (2009)                  | Meilleure position |
| ----------------------------- | ------------------ |
| U.S. Billboard Hot 100        | 1                  |
| Australian ARIA Singles Chart | 5                  |
| Canadian Singles Chart        | 1                  |
| Royaume-Uni                   | 1                  |
| Allemagne                     | 6                  |
| Autriche                      | 6                  |
| Belgique                      | 18                 |
| Japon                         | 7                  |
| Nouvelle-Zélande              | 11                 |
| Suède                         | 2                  |
| Danemark                      | 29                 |
| Hongrie                       | 1                  |
| Irlande                       | 4                  |
| Suisse                        | 5                  |
| Chart Show                    | 3                  |

### Certifications
| Pays             | Certification | Ventes    |
| ---------------- | ------------- | --------- |
| États-Unis       | —             | 2,641,000 |
| Royaume-Uni      | Argent        | 365,720   |
| Australie        | Platine       | 70,000    |
| Nouvelle-Zélande | Or            | 7,500     |
| Canada           | 2x Platine    | 80,000    |
| Monde            |               | 3,720,000 |